# Yahotyn (huyện)
Huyện Yahotyn (tiếng Ukraina: Яготинський район, chuyển tự: Yahotyns’kyi raion) là một huyện của tỉnh Kiev thuộc Ukraina. Huyện Yahotyn có diện tích 793 km², dân số theo điều tra dân số ngày 5 tháng 12 năm 2001 là 40822 người với mật độ 51 người/km2. Trung tâm huyện nằm ở Yahotyn.